# Trappola della liquidità
La trappola della liquidità (Liquidity trap in inglese) è un concetto ipotizzato negli anni trenta dal celebre economista John Maynard Keynes. La trappola è una situazione in cui la politica monetaria non riesce più ad esercitare alcuna influenza sulla domanda, e dunque sull'economia.

## Politiche monetarie
In condizioni normali, la politica monetaria ha la possibilità di agevolare la crescita economica aumentando l'offerta di moneta in circolazione e abbassando i tassi di interesse. Da questa operazione ne consegue che le imprese sono incentivate ad indebitarsi e quindi ad investire e, nel contempo, si riduce la propensione delle famiglie al risparmio, aumentandone la propensione al consumo.

## Come si cade nella trappola
(John Maynard Keynes)
La spiegazione tipica delle cause della trappola della liquidità indica le aspettative da parte degli operatori economici di eventi negativi (come deflazione, guerra civile o conflitti internazionali, caduta della domanda aggregata) che li inducono ad una maggiore preferenza per la liquidità. Il segno distintivo della trappola è la caduta dei tassi di interesse a breve vicino a zero e il verificarsi della circostanza che variazioni della base monetaria non si riflettono in corrispondenti variazioni nell'indice generale dei prezzi.
In questa situazione, con i tassi d’interesse nominali ormai zero o vicini a zero, le banche centrali non possono farli scendere ulteriormente, e gli strumenti a disposizione della politica monetaria si esauriscono. Il vero motore dei consumi, infatti, come aveva intuito Keynes, risiede nella fiducia prima ancora che nei tassi. Se la fiducia viene meno, nemmeno tassi di interesse nulli o un aumento della base monetaria possono far ripartire i consumi.
Quando le aspettative negative si diffondono all'intera economia, esse tendono ad autoalimentarsi in un circolo vizioso. Accumulando liquidità anziché spendere, gli operatori economici inconsapevolmente realizzano le loro peggiori aspettative: senza domanda di beni, si innesca la recessione, che conduce ad un aumento della disoccupazione, a minori redditi, e dunque a minori consumi e investimenti, e così via, in una spirale che si autoalimenta.